# Нешо Тумангелов
Нешо Тодоров Тумангелов е български анархист и революционер. 

## Биография
Роден е на 6 март 1898 година в град Копривщица, България. Син е на поборника от Априлското въстание Тодор Тумангелов. След Деветоюнския преврат от 1923 година, се включва в политическите борби. Участва в атентата в Арабаконак срещу цар Борис III от 14 април 1925 година. Самият атентат е дело на четници от Копривщенската анархо-комунистическа чета, създадена в края на март-началото на април 1925 година. В края на май към Копривщенската чета се присъединяват четници от Средногорската чета на Йордан Кискинов.
Четата на Тумангелов действа в района на Голяма Желязна, Костенец, Пазарджик, Рибарица и Тетевен, като води битки с войска, полиция и контра-четници. Четата действа съвместно с Троянската чета на Георги Попов.
Според полицейски доклад, на 15 юли 1926 година Нешо Тумангелов, който през есента на предишната година е извел четата си в Югославия, е тръгнал от Пожаревац към българо-югославската граница. Така, в началото на месец август Тумангелов и неговите четници вече са в България и действат в района Панагюрище, Пирдоп и Клисура. С него са изпитаните бойни другари Стоян Тороманов, Велко Иванов, Стоян Иванов, Петър Узунов, Иван Шофелинов, в четата са още Иван Миронов, Андрей Врагов, Генко Гуджев, Лука Стойчев, общо тринадесет души, според пресата. За Нешо Тумангелов и неговите другари от Копривщенската анархо-комунистическа чета се пеят песни от Средногорието. (На къде се стягаш, сине? Изпълняваа Йовчо Караиванов, диригент Коста Колев, Народни песни за Септемврийското въстание, 1983)
При акции са ликвидирани политически противници, създава се мрежа от ятаци. На 23 август в Пирдоп полицията не успява да залови Иван Шофелинов и Лило Мичков, които откриват стрелба и успяват да се измъкнат от града. Около октомври 1926 година четата се изтегля отново в Югославия.
След атентата в църквата „Света Неделя“, Тумангелов емигрира в Югославия и се поставя изцяло на югославска служба. Установява се в Пожаревац и започва работа като стражар. Близък сътрудник е на офицера от югославското военно разузнаване Танасие Динич. През 1934 година в писмо до различни югославски институции е обявено, че Тумангелов е водач на българските земеделци-емигранти в Пожаревац.
През пролетта на 1941 година се среща с избягалия от България Г. М. Димитров, който се опитва да организира заговор с цел да извърши преврат в полза на Англия и Югославия. В навечерието на операция „Ауфмарш 25“ през април 1941 година организира въоръжена група с намерението да прекоси границата с цел партизанска война с българските власти. Четата е близо до югославско-българската граница, когато немските войски нахлуват в Югославия на 6 април. Край селата Бериловци и Градашница, Пиротско, тя е обкръжена от германски военни части и при завързалото се сражение Тумангелов е убит. Според американския изследовател Чарлс Мозер, самият Тумангелов успява да избяга и се връща обратно във вътрешността на Югославия, но впоследствие в хода на военните действия, изчезва безследно.

## Връзки на Тумангеловата чета със SOE
В края на февруари 1941 г. чрез своите инфилтрирани агенти, полицията арестува цялата току-що сформирана подривна група от 25 души, оборудвана с британско оръжие, муниции и пари. Само Г. М. Димитров-Гемето и проф. Иван Костов успяват да избягат в Югославия. В Белград Гемето, Костов и агенти на SOE (SOE и OSS са предшественици на ЦРУ) се договарят с известния анархист емигрант Нешо Тумангелов и остатъци от старата му чета да подновят саботажната и подривна дейност срещу режима в София и да подготви нов атентат срещу цар Борис III.

## Семейство
Лука Караджова – Тумангелова, ятак на четата, арестувана заради тази си дейност заедно с майката на братя Юрукови – Мария Юрукова, майката на братя Тумангелови – Гана Тумангелова, Тана Златарева и други.